# Throwing It All Away
Throwing It All Away est la 7e piste de l'album Invisible Touch de Genesis sorti en 1986. C'est le 2e single extrait de l'album, il s'est classé à la première position au Mainstream Rock et a également atteint la place no 4 dans le Billboard Hot 100 et a été no 22 en Angleterre. Le titre est resté présent seize semaines dans le classement.

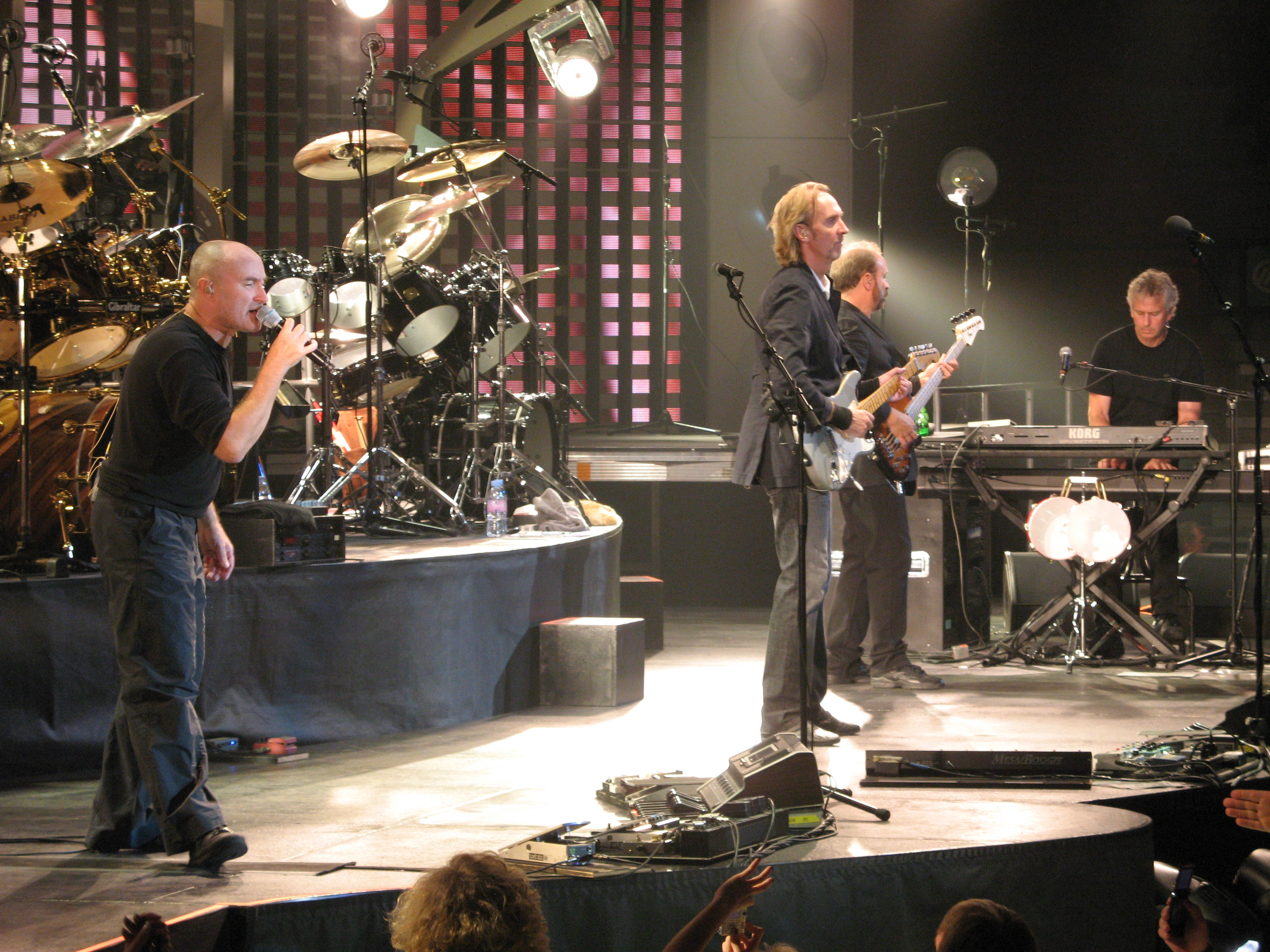
Genesis interprétant Throwing It All Away sur scène en 2007

C'est une ballade soft-rock structurée autour d'un riff de guitare de Mike Rutherford qui a aussi écrit les paroles.

## Musiciens
- Tony Banks: claviers
- Phil Collins: chant, chœurs, batterie, percussions
- Mike Rutherford: guitare basse, guitare électrique

## Reprises
Daryl Stuermer, le guitariste-bassiste de Genesis en tournée depuis 1978, a enregistré la chanson sur son album Another Side of Genesis (2000).
Le tribute band allemand Still Collins, formé en 1995, incorpore régulièrement la chanson dans son répertoire de concert. Elle figure également sur son album The very Best of Phil Collins & Genesis Live (A tribute concert event) (2016).
Elle apparait en version symphonique sur l'album The Royal Philharmonic Orchestra – Plays Genesis Hits And Ballads.